# Вільям Сміт (актор)
Вільям Еммет Сміт (англ. William Emmett Smith; 24 березня 1933 — 5 липня 2021) — американський актор.

## Біографія
Вільям Сміт народився 24 березня 1933 року на ранчо в Колумбії, штат Міссурі. З 1942 року, коли йому було вісім років, Білл почав з'явився у фільмах в невеликих ролях. Після закінчення середньої школи він пішов служити в Повітряні сили під час Корейської війни і виконував секретні завдання на території Росії для АНБ. Вільям навчався в університеті Мюнхена і Сірак'юському університеті (місто Сірак'юс, штат Нью-Йорк). Здобув вищу освіту з відзнакою в Каліфорнійському університеті. Він знімався в серіалах «Асфальтові джунглі» (1961), «Бетмен» (1968), фільмах «Конан-варвар» (1982), «Ізгої» (1983) і в безлічі інших картинах. Вільям Сміт не тільки популярний актор — він відомий культурист, боксер-любитель, володар чорного поясу з кемпо-карате і кунг-фу. Крім російської, вільно розмовляє німецькою, французькою та сербохорватською мовами.

## Фільмографія
| Рік       |    | Українська назва                        | Оригінальна назва               | Роль                         |
| --------- | -- | --------------------------------------- | ------------------------------- | ---------------------------- |
| 1954      | с  | Телевізійний театр Крафта               | Kraft Television Theatre        |                              |
| 1961      | с  | Асфальтові джунглі                      | The Asphalt Jungle              | сержант Денні Келлер         |
| 1963      | с  | Стоні Берк                              | Stoney Burke                    | лейтенант Джо Кардіфф        |
| 1963      | с  | Дочка фермера                           | The Farmer's Daughter           | Кленсі Тілсон                |
| 1963—1964 | с  | У бою                                   | Combat!                         | німецький сержант / Ріхтер   |
| 1963—1968 | с  | Вірджинець                              | The Virginian                   | різні ролі                   |
| 1964      | с  | Театр творців саспенсу                  | Kraft Suspense Theatre          | Рейнор                       |
| 1964      | с  | Перрі Мейсон                            | Perry Mason                     | Енді Вітко                   |
| 1964      | с  | Година Альфреда Гічкока                 | The Alfred Hitchcock Hour       | Томмі Лед                    |
| 1964      | с  | Караван возів                           | Wagon Train                     | Еспада / Томас               |
| 1965—1967 | с  | Ларедо                                  | Laredo                          | Джо Райлі                    |
| 1967—1970 | с  | Деніел Бун                              | Daniel Boone                    | різні ролі                   |
| 1968      | с  | Бетмен                                  | Batman                          | Адоніс                       |
| 1969      | с  | А ось і наречені                        | Here Come the Brides            | Кітана                       |
| 1969—1970 | с  | Дні в долині смерті                     | Death Valley Days               | різні ролі                   |
| 1969—1971 | с  | Загін «Стиляги»                         | The Mod Squad                   | різні ролі                   |
| 1969—1973 | с  | Залізна сторона                         | Ironside                        | Ларі / Гуд                   |
| 1969      | тф | Банда «Через гору»                      | The Over-the-Hill Gang          | Емос                         |
| 1970      | тф | Ферма Краухевен                         | Crowhaven Farm                  | патрульний Гейс              |
| 1971      | с  | Ден Огест                               | Dan August                      | Гаррі Керні                  |
| 1971—1972 | с  | Місія нездійсненна                      | Mission: Impossible             | різні ролі                   |
| 1972      | тф | Мисливець                               | The Manhunter                   | Клел Бокок                   |
| 1972      | с  | Коломбо                                 | Columbo                         | Ніколс                       |
| 1972—1975 | с  | Димок зі ствола                         | Gunsmoke                        | Latch / Jude Bonner          |
| 1973      | с  | Кунг-фу                                 | Kung Fu                         | капітан Лютер Стаггерс       |
| 1974      | с  | Вулиці Сан Франциско                    | The Streets of San Francisco    | Майкі Сімс                   |
| 1974      | с  | Людина на шість мільйонів доларів       | The Six Million Dollar Man      | Максвелл                     |
| 1974      | с  | Досьє детектива Рокфорда                | The Rockford Files              | Джеррі Граймс                |
| 1974      | с  | Колчак: Нічний мисливець                | Kolchak: The Night Stalker      | Джим Елхорн                  |
| 1974      | тф | Секс-символ                             | The Sex Symbol                  | Буч Вішневські               |
| 1975      | тф | Смерть серед друзів                     | Death Among Friends             | Шелдон Кейсі                 |
| 1975      | с  | Спецназ                                 | S.W.A.T.                        | ковбой                       |
| 1975      | с  | Рухаючись                               | Movin' On                       | Френк Стоун                  |
| 1975      | с  | Поліцейська історія                     | Police Story                    | в титрах не вказаний         |
| 1976      | с  | Барнабі Джонс                           | Barnaby Jones                   | Джордж Гарпер                |
| 1976      | с  | Берт Д'Анджело / Суперзірка             | Bert D'Angelo/Superstar         |                              |
| 1976      | с  | Жінка-поліцейський                      | Police Woman                    | Коді                         |
| 1977      | ф  | Останній відблиск сутінків              | Twilight's Last Gleaming        | Гоксі                        |
| 1977      | с  | Поїздка в Орегон                        | The Oregon Trail                |                              |
| 1977      | с  | Втеча Логана                            | Logan's Run                     | Patron / Modok               |
| 1978      | с  | Таємниці Едді Капри                     | The Eddie Capra Mysteries       |                              |
| 1978—1981 | с  | Острів фантазій                         | Fantasy Island                  | Франкенштейн / Вайетт Ерп    |
| 1979      | с  | Вегас                                   | Vega$                           | Джек Ейвері                  |
| 1979      | тф | Повстанці                               | The Rebels                      | Вейвері                      |
| 1980      | ф  | Як тільки зможеш                        | Any Which Way You Can           | Джек Вілсон                  |
| 1980      | с  | Мисливець Джон                          | Trapper John, M.D.              | Тагвелл                      |
| 1980      | с  | Бак Роджерс у двадцять п'ятому столітті | Buck Rogers in the 25th Century | The Trebor                   |
| 1980—1983 | с  | Каліфорнійський дорожній патруль        | CHiPs                           | різні ролі                   |
| 1981      | с  | Придурки з Хаззарда                     | The Dukes of Hazzard            | Джейсон Стіл                 |
| 1982      | ф  | Конан-варвар                            | Conan the Barbarian             | батько Конана                |
| 1982—1983 | с  | Каскадери                               | The Fall Guy                    | Салем                        |
| 1982      | с  | Діснейленд                              | Disneyland                      | Монк Гардвік                 |
| 1982      | с  | Метт Х'юстон                            | Matt Houston                    | Джей Ді Гарріс               |
| 1983      | с  | Сім наречених для семи братів           | Seven Brides for Seven Brothers | Джон Клексон                 |
| 1983      | с  | Лицар доріг                             | Knight Rider                    | Гарольд Тернер               |
| 1983      | с  | Бенсон                                  | Benson                          | Пейдж                        |
| 1983—1985 | с  | Саймон і Саймон                         | Simon & Simon                   | Джеремая Квінт / Кеді        |
| 1983—1986 | с  | Команда А                               | The A-Team                      | Дімітрі Ковіч / Джейс Татаро |
| 1983      | ф  | Ізгої                                   | The Outsiders                   | продавець                    |
| 1983      | ф  | Бійцівська рибка                        | Rumble Fish                     | поліцейський Паттерсон       |
| 1984      | тф | Теж ідіот                               | The Jerk, Too                   | самогубець                   |
| 1984      | ф  | Червоний світанок                       | Red Dawn                        | Стрельніков                  |
| 1984      | с  | Маскарад                                | Masquerade                      |                              |
| 1984      | с  | Розривна течія                          | Riptide                         | Картер Чепман                |
| 1984      | с  | Майстер                                 | The Master                      | Алан Кейн                    |
| 1984      | с  | Опудало і місіс Кінг                    | Scarecrow and Mrs. King         | Карло                        |
| 1984      | с  | Жовта троянда                           | The Yellow Rose                 | Джед Фарго                   |
| 1985      | с  | Гардкасл і МакКормік                    | Hardcastle and McCormick        |                              |
| 1985      | с  | Ті Джей Гукер                           | T.J. Hooker                     | Гендерсон                    |
| 1985—1989 | с  | Мисливець                               | Hunter                          | Сел Драссо / Невіл Сайгерсон |
| 1985      | ф  | Поганий сезон                           | The Mean Season                 | Альберт Шонессі              |
| 1986      | с  | Повітряний вовк                         | Airwolf                         | Стіл                         |
| 1986      | с  | Зона сутінків                           | The Twilight Zone               | охоронець                    |
| 1986      | с  | Вона написала вбивство                  | Murder, She Wrote               | Клайд Торсон                 |
| 1987      | с  | Повітряний вовк                         | Airwolf                         | Паттерсон                    |
| 1987      | с  | Х'юстонскі лицарі                       | Houston Knights                 |                              |
| 1987      | с  | Охара                                   | Ohara                           | Боб Екройд                   |
| 1987      | ф  | Взвод коммандос                         | Commando Squad                  | Морган Денні                 |
| 1988      | ф  | Пекло у Фрогтауні                       | Hell Comes to Frogtown          | капітан Девлін               |
| 1988      | ф  | Маніяк-поліцейський                     | Maniac Cop                      | капітан Ріплі                |
| 1988      | ф  | Командир взводу                         | Platoon Leader                  | майор Флінн                  |
| 1988      | с  | Рай                                     | Paradise                        | Квінсі Бредлі                |
| 1988      | с  | Небезпечна затока                       | Danger Bay                      | Гарлан Блейк                 |
| 1991      | с  | Відтінки Лос-Анджелеса                  | Shades of LA                    | Дюк Мастерс                  |
| 1991      | с  | Молоді наїзники                         | The Young Riders                | маршал Бен Тернер            |
| 1991      | ф  | Важкий час для романтики                | Hard Time Romance               | епізодична роль              |
| 1992      | с  | Вінні і Бобі                            | Vinnie & Bobby                  | Бін                          |
| 1992      | ф  | Американізуй мене                       | American Me                     | Дікон                        |
| 1994      | ф  | Меверік                                 | Maverick                        | гравець у покер              |
| 1994      | с  | Строго на південь                       | Due South                       | Гарольд Гейгер               |
| 1995      | с  | Вокер, техаський рейнджер               | Walker, Texas Ranger            | Сайлас Квінт                 |
| 1996      | в  | Дядя Сем                                | Uncle Sam                       | майор                        |
| 1996      | тф | Колонія                                 | The Colony                      | Тео                          |
| 1997      | ф  | Стрілець                                | The Shooter                     | Джері Крантц                 |
| 1999      | с  | Детектив Неш Бріджес                    | Nash Bridges                    | Борис Зарков                 |
| 1999      | с  | Поза віри: правда чи вигадка            | Beyond Belief: Fact or Fiction  | Вес Тронкер                  |
| 2000      | ф  | Ніколи не озирайся                      | Never Look Back                 |                              |
| 2002      | в  | Точка вбивства                          | The Killing Point               | Флойд                        |
| 2002      | мс | Ліга Справедливості                     | Justice League                  | Драаг                        |
| 2009      | вг | Wanted: Weapons of Fate                 | Wanted: Weapons of Fate         | голос                        |
| 2020      | ф  | Чесний кандидат                         | Irresistible                    | Гофбрау Бар Флай             |